# یوشیو ماسودا
یوشیو ماسودا (به انگلیسی: Yoshio Masuda) (درگذشت ۲۰۰۹) فرمانده سابق نیروی دریایی ژاپن بود که به عنوان پدر فناوری موج مدرن شناخته می‌شد. در میان دستگاه‌های مورد استفاده، ستون آب نوسانی به عنوان اختراع او در نظر گرفته شده‌است که در ابتدا برای شناورهای در مقیاس کوچک استفاده می‌شد.